# 논픽션 다이어리
"논픽션 다이어리"(Non-fiction Diary)는 한국에서 제작된 정윤석 감독의 2013년 다큐멘터리, 범죄 영화이다. 고병천 등이 주연으로 출연하였고 정윤석 등이 제작에 참여하였다.

## 출연

### 주연
- 고병천
- 김형태
- 박상구
- 오영록
- 오후근
- 조성애
- 정형복
- 한완상

## 기타
- 협력프로듀서: 임성철
- 협력프로듀서: 김효정
- 조연출: 손광은
- 사운드슈퍼바이저: 표용수
- 시각효과: 하주안
- 광고디자인: 박재호
- 광고디자인: 이유희
- 촬영A: 허철녕
- 촬영A: 손광은
- 촬영B: 정윤석
- 촬영B: 안정호
- 사운드어시스턴트: 고은하
- 포스트프로덕션슈퍼바이저: 오병걸
- 디지털색보정: 송세진
- DCP: 최정곤
- 디지털색보정부문: 김형희
- 디지털색보정부문: 구희선
- 영문번역: 정수혁
- 영문감수: 조태희
- 사진스캔: 형지나
- 마케팅부문: 김난숙
- 배급책임: 정태원
- 배급진행: 김재용
- 마케팅부문: 장선영
- 마케팅부문: 변민지
- 마케팅부문: 김휴리
- 배급회계: 김명옥
- 해외배급책임: 손민경
- 해외배급진행: 서정미
- 해외배급진행: 주아람
- 해외배급진행: 김단아
- 해외배급진행: 성윤지
- 예고편: 이철수
- 예고편: 곽은정
- 예고편: 조세훈
- 온라인마케팅: 신수경
- 온라인마케팅: 이세미
- 온라인마케팅: 김종인
- 온라인마케팅: 김혜준
- 인쇄: 박한기
- 자료협조: 고병천
- 자료협조: 박상구